# Fudbalski Klub TSC
El Fudbalski Klub TSC (en alfabet ciríl·lic serbi: Фудбалски клуб ТСЦ, hongarès: Topolyai Sport Club), conegut simplement com a TSC, és un club de futbol professional serbi amb seu a Bačka Topola, sent actualment el segon club de futbol més antic de la SuperLiga Sèrbia.

## Història
El primer club de futbol de Bačka Topola es va formar l'any 1912, però el TSC existeix oficialment des de 1913, sent fundat per István Benis, que va ser el primer president. Llavors, el club es deia Topolyai Sport Club. La ciutat pertanyia aleshores a l'Imperi Austrohongarès, i el primer patrocinador del club va ser Károly Beer, que també va portar el primer baló de futbol a la ciutat. Arran de la Primera Guerra Mundial, la regió de Bačka passaria a formar part del Regne de Serbis, Croats i Eslovens, rebatejat com Iugoslàvia el 1929. El 1930, el club va canviar el seu nom a Jugoslovenski Atletski Klub. A principis dels anys 30 es va construir l'estadi on encara juga actualment. A la Segona Guerra Mundial, el club competeix a la Segona Lliga hongaresa, acabant en segon lloc el 1942.
Després de la guerra, la regió va tornar a Iugoslàvia, i el club va ser rebatejat com Egység, i comptava amb l'internacional hongarès Jenő Kalmár entre els seus reforços més forts. L'any 1951, el club canvia de nom de nou per Topola. El club va jugar a la lliga regional Subotica i més tard va aconseguir l'ascens a la Lliga Sèrbia (3a categoria del futbol iugoslau).

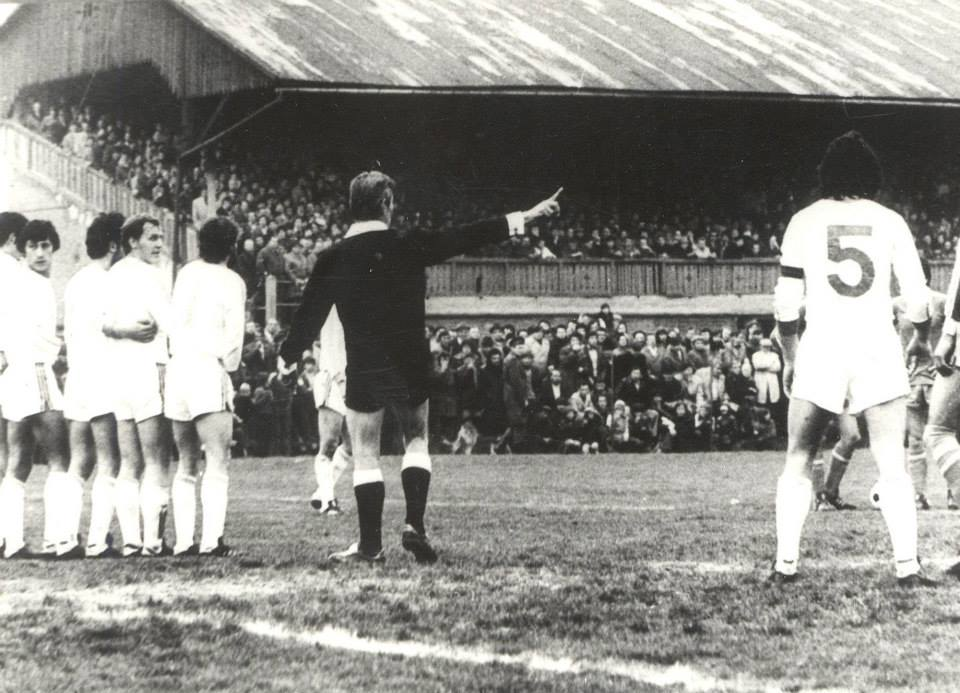
Jornada de derbi a Subotica contra l'Spartak a la tercera lliga iugoslava el 1978

El 1974, el club va canviar el seu nom a FK AIK Bačka Topola. El 1980, l'AIK va ser ascendit a la Segona Divisió Iugoslava, i en els següents 6 anys va competir 5 temporades a la segona divisió. A la Copa de Iugoslàvia de la temporada 1992–93, van classificar-se als huitens de final després d'una victòria contra el club de la Primera Lliga Napredak Kruševac per 2–1.
L'any 2003, el club pateix dificultats econòmiques i deixa de competir, mantenint només els nivells juvenils. El 2005, el club es fusiona amb l'FK Bajša i torna a competir amb un nou nom, FK Bačka Topola. El club va ser campió de la Lliga Nord de Vojvodina la temporada 2006-07. El club va acabar la temporada 2010-11 en segon lloc i va guanyar el partit de descens per a la Tercera Lliga. El 2013, el nom oficial es va canviar a FK TSC Bačka Topola. El 15 d'octubre de 2013, el dia del centenari del club, el TSC va jugar contra l'FK Partizan (1–4). El club va acabar la temporada 2013-14 en segona posició, i va perdre el partit de play-off d'ascens a la Tercera Lliga després d'una tanda de penals (2–2, 2–2) contra l'FK Cement Beočin. El 2014-2015, el TSC va guanyar la Lliga Bačka i va tornar a la Lliga Sèrbia Vojvodina, tercer nivell nacional.
El club va acabar la Lliga Sèrbia Vojvodina 2016-17 en tercer lloc, però va ascendir a la Segona divisió. Des d'aquella categhoria, van ascendir per primera vegada a la SuperLiga Sèrbia per a la temporada 2019-20. Va disputar el primer partit de primer nivell davant l'FK Voždovac de Belgrad, i el TSC va guanyar 1–2, marcant un bon debut i el moment més brillant de la història del club. Amb l'entrenador Zoltan Sabo, el club va acabar 4t en la seua primera temporada a la SuperLiga i es va classificar per a la primera fase de classificació de la Lliga Europa.
A la temporada 2022-23, el club va acabar segon a la lliga per classificar-se a la tercera ronda de classificació de la Lliga de Campions per primera vegada en la història.
Evolució del nom:
- 1913–1930: Topolyai Sport Club
- 1930–1942: JAK Bačka Topola
- 1942–1945: Topolyai SE
- 1945–1951: FK Egység
- 1951–1974: FK Topola
- 1974–2003: FK AIK Bačka Topola
- 2005–2013: FK Bačka Topola
- 2013–present: FK TSC

## Colors i escut del club

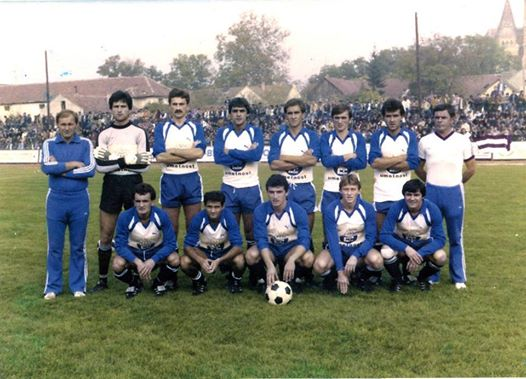
Alineació del AIK Bačka Topola el 1986.

Els colors originals del club eren el verd i el blanc, però posteriorment es van substituir pel blau. El lleó de l'escut representa l'escut municipal de Bačka Topola, que prové de l'escut de Pál Kray, que era un noble de la ciutat al segle XVIII.

## Estadi
El camp del TSC tenia una capacitat per a 4.000 persones i data de la dècada de 1930. El 2017, TSC va anunciar la intenció de construir un nou estadi de 4.500 seients. Des de la temporada 2018-19 fins a la 2021-22, a causa de la construcció del nou estadi, els partits a casa del club es van jugar a l'estadi municipal de Senta. El 3 de setembre de 2021 es va inaugurar el TSC Arena pel partit contra el Ferencváros.